# Xylopassaloides pterocavis
Xylopassaloides pterocavis is een keversoort uit de familie Passalidae. De wetenschappelijke naam van de soort is voor het eerst geldig gepubliceerd in 1987 door Reyes-Castillo, Fonseca & Castillo.